# Jackie Ridgle
Jackie Lendell Ridgle (Altheimer, 13 febbraio 1948 – Altheimer, 26 agosto 1998) è stato un cestista statunitense, professionista nella NBA e in Germania.

## Carriera
Venne selezionato dai Cleveland Cavaliers al terzo giro del Draft NBA 1971 (41ª scelta assoluta).